# Kashar (plaats)
Kashar ([kaʃaɾ]; bepaalde vorm: Kashari) is na de gemeentelijke herinrichting van 2015 een deelgemeente (njësitë administrative përbërëse) van de Albanese stad (bashkia) Tirana. Met 43.400 inwoners (2011) is Kashar de grootste Albanese deelgemeente zonder het statuut van stad. Ze telt meer inwoners dan Berat of Lushnjë, respectievelijk de negende en tiende stad van het land. Kashar is een voorstad van Tirana en ligt net ten noordwesten ervan, tussen de hoofdstad en Vorë.
De plaats wordt voor het eerst vermeld in 1456 als het strijdtoneel van een veldslag tussen de Liga van Lezhë, onder leiding van Skanderbeg, en het Ottomaanse Rijk.

## Geografie
Kashar ligt op circa 170 meter boven de zeespiegel. De deelgemeente bestaat uit de kernen Kashar, Katundi i Ri, Kus, Mazrek, Mëzez, Yrshek en Yzberish.
Op het grondgebied van Kashar liggen twee kleine meertjes, het Liqeni i Purrezit en het Rezervuari i Kasharit.

## Vervoer
Delen van het grondgebied van Kashar liggen aan de belangrijke verkeersaders — spoor- en autosnelweg — tussen Tirana en de havenstad Durrës. Aan het station van Kashar wordt echter uitsluitend 's zomers halt gehouden. Buslijnen verbinden Kashar met het centrum van Tirana.

## Gemeenteband
- Sindos (Delta, Griekenland)